# Léonie-Sonning-Musikpreis
Der Léonie-Sonning-Musikpreis (dänisch: Léonie Sonnings musikpris) ist ein internationaler Musikpreis, der 1965 von der dänischen Léonie-Sonning-Musikstiftung (Léonie Sonnings musikfond) gestiftet wurde. Die Auszeichnung für ein bisheriges Lebenswerk wird jährlich an international bekannte Komponisten, Musiker, Dirigenten oder Sänger vergeben, die zu den Besten auf ihrem Gebiet gehören sollen. Ein Bezug zu Dänemark ist erwünscht, jedoch nicht Bedingung. Der Musikpreis ist mit 600.000 Kronen (ca. 80.000 Euro) dotiert.

## Hintergrund
Léonie Sonning (1894–1970), Witwe des dänischen Autors Carl Johan Sonning, übergab 1965 der Stiftung drei Besitztümer, aus deren Erträgnissen sich die Dotierung und die Stipendien speisen. Die Preisübergabe findet in der Regel in Kopenhagen anlässlich eines Konzerts des Preisträgers statt. Bereits 1959, vor der offiziellen Stiftung des Preises, wurde Igor Stravinsky mit einem Sonning-Musikpreis ausgezeichnet.
Die Léonie-Sonning-Musikstiftung fördert außerdem die Entwicklung junger skandinavischer Musiker durch Stipendien.
Der Léonie-Sonning-Musikpreis sollte nicht verwechselt werden mit dem Sonning-Preis der Sonning Foundation Carl Johan Sonnings (1879–1937), die kulturell bedeutsame Persönlichkeiten oder kulturelle Non-Profit-Projekte auszeichnet und unterstützt.

## Preisträger
- 1959 Igor Stravinsky
- 1965 Leonard Bernstein
- 1966 Birgit Nilsson
- 1967 Witold Lutosławski
- 1968 Benjamin Britten
- 1969 Boris Christow
- 1970 Sergiu Celibidache
- 1971 Arthur Rubinstein
- 1972 Yehudi Menuhin
- 1973  Dmitri Schostakowitsch
- 1974 Andrés Segovia
- 1975 Dietrich Fischer-Dieskau
- 1976 Mogens Wöldike
- 1977 Olivier Messiaen
- 1978 Jean-Pierre Rampal
- 1979 Janet Baker
- 1980 Marie-Claire Alain
- 1981 Mstislaw Rostropowitsch
- 1982 Isaac Stern
- 1983 Rafael Kubelík
- 1984 Miles Davis
- 1985 Pierre Boulez
- 1986 Swjatoslaw Richter
- 1987 Heinz Holliger
- 1988 Peter Schreier
- 1989 Gidon Kremer
- 1990 György Ligeti
- 1991 Eric Ericson
- 1992 Georg Solti
- 1993 Nikolaus Harnoncourt
- 1994 Krystian Zimerman
- 1995 Yuri Bashmet
- 1996 Per Nørgård
- 1997 András Schiff
- 1998 Hildegard Behrens
- 1999 Sofia Gubaidulina
- 2000 Michala Petri
- 2001 Anne-Sophie Mutter
- 2002 Alfred Brendel
- 2003 György Kurtág
- 2004 Keith Jarrett
- 2005 John Eliot Gardiner
- 2006 Yo-Yo Ma
- 2007 Lars Ulrik Mortensen
- 2008 Arvo Pärt
- 2009 Daniel Barenboim
- 2010 Cecilia Bartoli
- 2011 Kaija Saariaho
- 2012 Jordi Savall
- 2013 Simon Rattle
- 2014 Martin Fröst
- 2015 Thomas Adès
- 2016 Herbert Blomstedt
- 2017 Leonidas Kavakos
- 2018 Mariss Jansons
- 2019 Hans Abrahamsen
- 2020 Barbara Hannigan
- 2021 Unsuk Chin
- 2022 Pierre-Laurent Aimard
- 2023 Evelyn Glennie
- 2024 Emmanuel Pahud